# Игнатьево (Марий Эл)
Игна́тьево — деревня в городском округе Йошкар-Олы Республики Марий Эл (Россия). Деревня находится в ведении Семёновского территориального управления администрации города.

## География
Находится в 5 километрах к северо-востоку от села Семёновка и в 0,6 километрах на левой стороне от автодороги Йошкар-Ола — Сернур, у реки Монаги.

## История
Деревня впервые упоминается в 1646 году, когда там было 2 двора и 5 ревизских душ. В 1723 году, по данным первой ревизии, в деревне Игнатьево Дворцовой волости Царевококшайского уезда жителей мужского пола — 28 человек (русские, дворцовые крестьяне), дворов — 6, из них один — пустой.
К 1795 году деревня увеличилась до 16 дворов, в которых проживали 35 мужчин и 42 женщины.
В 1859 году в деревне было 15 дворов, проживало 43 мужчины и 47 женщин. В 1867 году Игнатьево относится к Вараксинской волости.
В 1879 году — 15 дворов, 91 человек (44 мужского пола и 47 — женского). Деревня относилась к приходу церкви Рождества Пресвятой Богородицы села Семёновка. Крестьяне занимались кустарным промыслом: 7 женщин — тканием холста, 19 мужчин — рубкой и пилением леса, также было 10 человек портных.
В 1911 году была образована Игнатьевская земельная община. В деревне было 22 двора, 30 рабочих лошадей, бакалейная лавка. В 1921 году открыта изба-читальня.
По переписи 1926 года в Игнатьеве Кузнецовского района было 29 хозяйств, 29 дворов, проживали 132 человека (все русские). В 1934 году образован колхоз имени Кирова. В деревне было 37 хозяйств, в том числе колхозных — 23, единоличных — 14, и 162 человека населения, из них колхозников — 105, единоличников — 57.
В 1941 году все мужское население (а также двух женщин) призвали на фронт, 22 человека погибли.
В 1944 году в 31 дворе проживал 131 человек, из них трудоспособных мужчин — 11, женщин — 44, подростков — 9. 64 человека работали в колхозной полеводческой бригаде. Также имелись овцеводческая и птицеводческая фермы. Крупного рогатого скота было 16 голов, овец — 26, птицы — 12, лошадей — 6. В 1950-е годы колхоз имени Кирова вошел в состав колхоза им. Будённого.
По переписи 1959 года в деревне в 36 дворах проживал 51 мужчина и 69 женщин, из них 74 человека в возрасте 18 лет и старше.
В 1978 году в связи с образованием совхоза «Овощевод» деревня Игнатьево из состава Кузнецовского сельсовета Медведевского района передана в состав Семеновского сельсовета Ленинского района Йошкар-Олы. Земли деревни были переданы в этот совхоз.
В 2002 году в Игнатьеве 40 дворов, проживает 110 человек, русские (63 %). Имеется несколько семей цыган.
Деревня телефонизирована и газифицирована, однако водопровода нет. С образованием городского округа «Город Йошкар-Ола» деревня Кельмаково находится в ведении Семёновского территориального управления администрации городского округа.

## Население
| 2010 | 2012 | 2015 | 2016 | 2017 | 2018 |
| ---- | ---- | ---- | ---- | ---- | ---- |
| 100  | ↗120 | ↗150 | ↗152 | ↘135 | ↘134 |